# Маручини
Маручините (Marrucini) са древно италийско племе и са говорели на оско - умбрийски език. Обитавали са територията около Теате
(днешния град Киети), в Абруцо в югоизточната част на Централна Италия при реките Атерно-Пескара и Форо и брега на Адриатическо море.
Те са войнствен народ. Водели са ожесточени боеве срещу Рим.
През 325 пр.н.е. по времето на втората самнитска война те сключват с римляните мирен договор и стават техни съюзници.